# Primoriál
Primoriál je pojem z matematiky, přesněji z teorie čísel. Jedná se o funkci podobnou faktoriálu. Zatímco hodnota faktoriálu je pro zadaný argument rovna součinu všech menších přirozených čísel, je hodnota primoriálu počítána jako součin prvočísel. Existují dvě nekompatibilní definice: Podle jedné zadané číslo udává, kolik prvočísel vynásobit, zatímco podle druhé je výsledkem součin všech prvočísel menších než zadaná mez. Značí se #. 

## Definice počtem

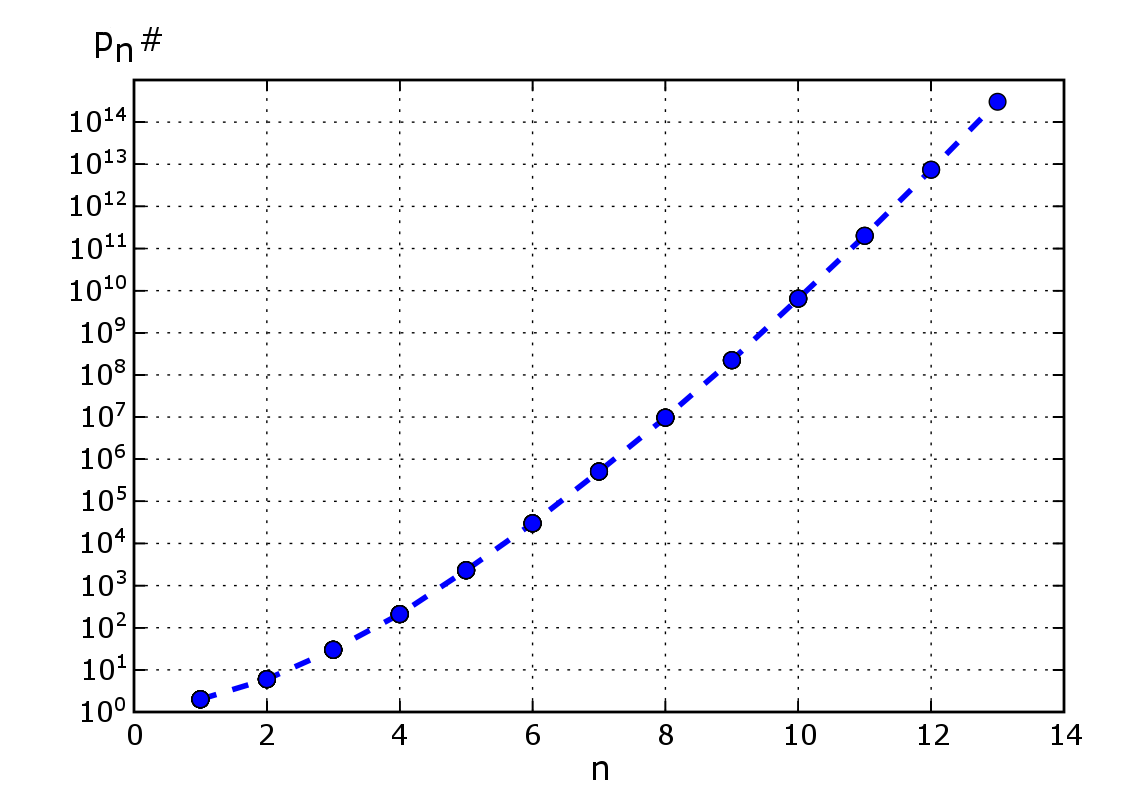
Graf logaritmu funkce primoriál #

Pro {\displaystyle p_{n}}, tedy n-té prvočíslo, je primoriál {\displaystyle p_{n}}# definován jako součin prvních n prvočísel:
{\displaystyle p_{n}\#\equiv \prod _{k=1}^{n}p_{k}}
Tedy například:
{\displaystyle p_{5}\#=2\times 3\times 5\times 7\times 11=2310.}
Posloupnost primoriálů je tedy
2, 6, 30, 210, 2310, 30030, 510510, 9699690, 223092870, …
a její číslo v OEIS je A002110

## Definice mezí

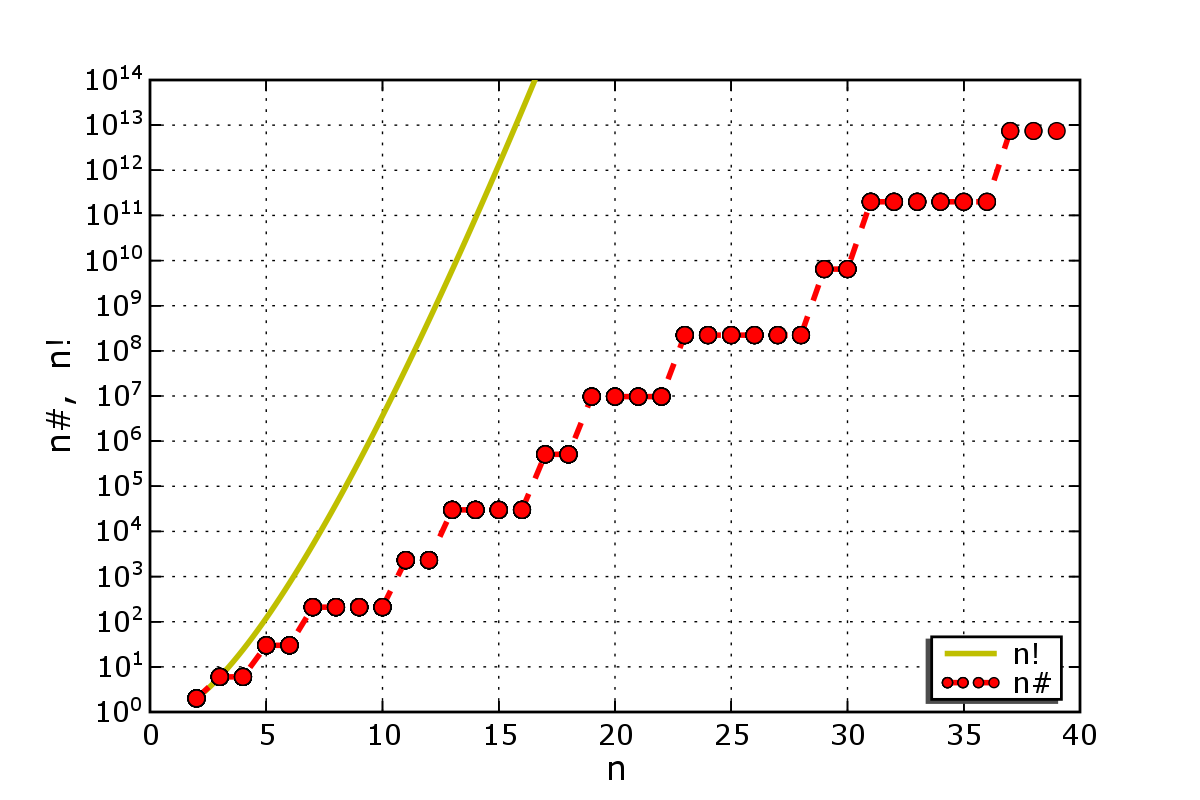
Graf logaritmu funkce primoriál #

Pro libovolné přirozené číslo {\displaystyle n} je primoriál {\displaystyle n}# definován jako součin prvočísel menších než {\displaystyle n}:
{\displaystyle n\#\equiv \prod _{i=1}^{\pi (n)}p_{i}=p_{\pi (n)}\#},
kde {\displaystyle \pi (n)} je prvočíselná funkce.
Tedy například:
{\displaystyle 12\#=2\times 3\times 5\times 7\times 11=2310.}
Posloupnost primoriálů je tedy
1, 2, 6, 6, 30, 30, 210, 210, 210, 210, 2310, 2310, ..
a její číslo v OEIS je A034386

## Vlastnosti
Hodnoty primoriálů jsou bezčtvercovými celými čísly.